# Rhinoneura caerulea
Rhinoneura caerulea là loài chuồn chuồn trong họ Chlorocyphidae. Loài này được Kimmins mô tả khoa học đầu tiên năm 1936.